# Fino all'ultimo/Scusa se insisto
Fino all'ultimo/Scusa se insisto è il secondo singolo di Loretta Goggi, pubblicato in Italia nel 1969.

## Descrizione
Fu inciso sull'onda del successo dello sceneggiato televisivo La freccia nera di Anton Giulio Majano. 
Il brano segna l'inizio della collaborazione con la casa discografica Durium per la quale la Goggi incise fino al 1973.
Il lato B del disco contiene Scusa se insisto, in una versione più lunga rispetto a quella inserita nell'album Vieni via con me..

## Tracce
Lato A
1. Fino all'ultimo – 3:40 (Danilo Alberto Ciotti, Mario Capuano e Giosafatte Capuano)

Lato B
1. Scusa se insisto – 2:35 (Danilo Alberto Ciotti, Mario Capuano e Giosafatte Capuano)